# Allied Chemical and Dye Corporation
Allied Chemical and Dye Corporation était une entreprise chimique américaine. En 2009, elle fait partie de Honeywell.

## Histoire
En 1870, le chimiste américain William H. Nichols (en) a lancé une entreprise de fabrication d'acide sulfurique. À la fin du XIXe siècle, Nichols avait lancé plusieurs sociétés chimiques et était réputé comme un meneur de l'industrie chimique américaine naissante.
En 1920, Nichols obtint l'appui financier de Eugene Meyer. Ils regroupèrent cinq sociétés chimiques pour former Allied Chemical & Dye Company, qui fut ensuite renommée Allied Chemical Corp.
En 1954, elle absorbe Baltimore Chrome Works.
Elle est renommée Allied Corporation.